# Coupe des nations masculine de hockey sur gazon 2022
Navigation
Gniezno 2023-2024
La Coupe des nations masculine de hockey sur gazon 2022 sera la première édition de la Coupe des nations masculine de hockey sur gazon, le tournoi annuel de qualification pour la Ligue professionnelle masculine de hockey sur gazon organisé par la Fédération internationale de hockey. Le tournoi se déroulera du 28 novembre au 4 décembre 2022 au NWU Hockey Academy, à Potchefstroom en Afrique du Sud.
L'Afrique du Sud est le vainqueur et sera promu à la Ligue professionnelle masculine de hockey sur gazon 2023-2024,.

## Participants
Les huit équipes les mieux classées au 31 mai 2021 participeront au tournoi:
- Canada
- France
- Irlande
- Japon
- Corée du Sud
- Malaisie
- Pakistan
- Afrique du Sud

## Critères
En cas d'égalité de points de plusieurs équipes à l'issue des matchs de poule, les critères suivants sont appliqués dans l'ordre indiqué pour établir leur classement:
1. Points de chaque équipe,
2. Matchs gagnés,
3. Différence de buts,
4. Buts pour,
5. Plus grand nombre de points obtenus dans les matchs de poule disputés entre les équipes concernées,
6. Buts marqués en plein jeu.

## Phase préliminaire
Toutes les heures correspondent à SAST (UTC+2).
Légende :
- Demi-finales
- Matchs de classement

### Poule A
| Rang | Équipe           | Pts | J | G | N | P | Bp | Bc | Diff |
| ---- | ---------------- | --- | - | - | - | - | -- | -- | ---- |
| 1    | Irlande          | 9   | 3 | 3 | 0 | 0 | 6  | 2  | +4   |
| 2    | Afrique du Sud H | 6   | 3 | 2 | 0 | 1 | 8  | 4  | +4   |
| 3    | France           | 1   | 3 | 0 | 1 | 2 | 5  | 7  | -2   |
| 4    | Pakistan         | 1   | 3 | 0 | 1 | 2 | 6  | 12 | -6   |

| 28 novembre 2022  | France         | 1 - 2 | Irlande        |
| 28 novembre 2022  | Afrique du Sud | 6 - 2 | Pakistan       |
| 29 novembre 2022  | Irlande        | 3 - 1 | Pakistan       |
| 29 novembre 2022  | Afrique du Sud | 2 - 1 | France         |
| 1er décembre 2022 | France         | 3 - 3 | Pakistan       |
| 1er décembre 2022 | Irlande        | 1 - 0 | Afrique du Sud |

### Poule B
| Rang | Équipe       | Pts | J | G | N | P | Bp | Bc | Diff |
| ---- | ------------ | --- | - | - | - | - | -- | -- | ---- |
| 1    | Corée du Sud | 9   | 3 | 3 | 0 | 0 | 10 | 3  | +7   |
| 2    | Malaisie     | 6   | 3 | 2 | 0 | 1 | 8  | 4  | +4   |
| 3    | Japon        | 3   | 3 | 1 | 0 | 2 | 5  | 8  | -3   |
| 4    | Canada       | 0   | 3 | 0 | 0 | 3 | 4  | 12 | -8   |

| 28 novembre 2022  | Canada       | 0 - 3 | Japon        |
| 28 novembre 2022  | Malaisie     | 0 - 1 | Corée du Sud |
| 29 novembre 2022  | Corée du Sud | 3 - 1 | Japon        |
| 29 novembre 2022  | Canada       | 2 - 3 | Malaisie     |
| 1er décembre 2022 | Corée du Sud | 6 - 2 | Canada       |
| 1er décembre 2022 | Malaisie     | 5 - 1 | Japon        |

## Tour de classement

### Tableau de classement
|  | Demi-finales pour la 5e place | Demi-finales pour la 5e place | Demi-finales pour la 5e place | Demi-finales pour la 5e place |                        |        | Match pour la 5e place | Match pour la 5e place | Match pour la 5e place | Match pour la 5e place |
|  |                               |                               |                               |                               |                        |        |                        |                        |                        |                        |
|  | 3 décembre 2022               | 3 décembre 2022               | 3 décembre 2022               | 3 décembre 2022               |                        |        | 4 décembre 2022        | 4 décembre 2022        | 4 décembre 2022        | 4 décembre 2022        |
|  | A3                            | France                        | 7                             | 7                             |                        |        | 4 décembre 2022        | 4 décembre 2022        | 4 décembre 2022        | 4 décembre 2022        |
|  | A3                            | France                        | 7                             | 7                             |                        |        | 4 décembre 2022        | 4 décembre 2022        | 4 décembre 2022        | 4 décembre 2022        |
|  | B4                            | Canada                        | 1                             | 1                             |                        |        | 4 décembre 2022        | 4 décembre 2022        | 4 décembre 2022        | 4 décembre 2022        |
|  | B4                            | Canada                        | 1                             | 1                             | A3                     | France | 2 (4)tab               | 2 (4)tab               |                        |                        |
|  | 3 décembre 2022               |                               |                               |                               | A3                     | France | 2 (4)tab               | 2 (4)tab               |                        |                        |
|  |                               |                               | B3                            | Japon                         | 2 (2)                  | 2 (2)  |                        |                        |                        |                        |
|  | B3                            | Japon                         | B3                            | Japon                         | 2 (2)                  | 2 (2)  | 3                      | 3                      |                        |                        |
|  | B3                            | Japon                         |                               |                               |                        |        |                        | 3                      |                        |                        |
|  | A4                            | Pakistan                      | 1                             | 1                             |                        |        |                        |                        |                        |                        |
|  | A4                            | Pakistan                      | 1                             | 1                             | Match pour la 7e place |        |                        |                        |                        |                        |
|  |                               |                               |                               |                               |                        |        |                        |                        |                        |                        |
|  | 4 décembre 2022               |                               |                               |                               |                        |        |                        |                        |                        |                        |
|  | B4                            | Canada                        | 4                             | 4                             |                        |        |                        |                        |                        |                        |
|  | B4                            | Canada                        | 4                             | 4                             |                        |        |                        |                        |                        |                        |
|  | A4                            | Pakistan                      | 5                             | 5                             |                        |        |                        |                        |                        |                        |
|  | A4                            | Pakistan                      | 5                             | 5                             |                        |        |                        |                        |                        |                        |

### Match pour la7eplace
| Match 17              | Canada                                                 | 4 - 5   | Pakistan                                                  |                                                                    |                                                                    |
| 4 décembre 2022 08h30 | Davis 10e · Scholfield 29e · Johnston 48e · Tardif 53e | (2 - 2) | 3e Arbaz · 7e Murtaza · 46e Shahid · 54e Rana · 58e Usama | Arbitrage : Ayden Shrives Aziz Adimah Arbitre vidéo : Tim Meissner | Arbitrage : Ayden Shrives Aziz Adimah Arbitre vidéo : Tim Meissner |
| 4 décembre 2022 08h30 | Rapport                                                |         |                                                           | Arbitrage : Ayden Shrives Aziz Adimah Arbitre vidéo : Tim Meissner | Arbitrage : Ayden Shrives Aziz Adimah Arbitre vidéo : Tim Meissner |

### Match pour la5eplace
| Match 18              | France                                    | 2 - 2             | Japon                                |                                                                     |                                                                     |
| 4 décembre 2022 10h45 | Charlet 7e · T. Clément 15e               | (2 - 0)           | 31e Fukuda · 46e Nagayoshi           | Arbitrage : Zeke Newman Benjamin Peters Arbitre vidéo : Aziz Adimah | Arbitrage : Zeke Newman Benjamin Peters Arbitre vidéo : Aziz Adimah |
| 4 décembre 2022 10h45 | Rapport                                   |                   |                                      | Arbitrage : Zeke Newman Benjamin Peters Arbitre vidéo : Aziz Adimah | Arbitrage : Zeke Newman Benjamin Peters Arbitre vidéo : Aziz Adimah |
| 4 décembre 2022 10h45 | T. Clément · Jouin · Tynevez · Baumgarten | Tirs au but 4 - 2 | Niwa · Fukuda · S. Tanaka · Yamasaki | Arbitrage : Zeke Newman Benjamin Peters Arbitre vidéo : Aziz Adimah | Arbitrage : Zeke Newman Benjamin Peters Arbitre vidéo : Aziz Adimah |

## Tour pour les médailles

### Tableau final
|  | Demi-finales    | Demi-finales    | Demi-finales    | Demi-finales    |                               |         | Finale          | Finale          | Finale          | Finale          |
|  |                 |                 |                 |                 |                               |         |                 |                 |                 |                 |
|  | 3 décembre 2022 | 3 décembre 2022 | 3 décembre 2022 | 3 décembre 2022 |                               |         | 4 décembre 2022 | 4 décembre 2022 | 4 décembre 2022 | 4 décembre 2022 |
|  | A1              | Irlande         | 3               | 3               |                               |         | 4 décembre 2022 | 4 décembre 2022 | 4 décembre 2022 | 4 décembre 2022 |
|  | A1              | Irlande         | 3               | 3               |                               |         | 4 décembre 2022 | 4 décembre 2022 | 4 décembre 2022 | 4 décembre 2022 |
|  | B2              | Malaisie        | 0               | 0               |                               |         | 4 décembre 2022 | 4 décembre 2022 | 4 décembre 2022 | 4 décembre 2022 |
|  | B2              | Malaisie        | 0               | 0               | A1                            | Irlande | 3               | 3               |                 |                 |
|  | 3 décembre 2022 |                 |                 |                 | A1                            | Irlande | 3               | 3               |                 |                 |
|  |                 |                 | A2              | Afrique du Sud  | 4                             | 4       |                 |                 |                 |                 |
|  | B1              | Corée du Sud    | A2              | Afrique du Sud  | 4                             | 4       | 1 (2)           | 1 (2)           |                 |                 |
|  | B1              | Corée du Sud    |                 |                 |                               |         |                 | 1 (2)           |                 |                 |
|  | A2              | Afrique du Sud  | 1 (3)tab        | 1 (3)tab        |                               |         |                 |                 |                 |                 |
|  | A2              | Afrique du Sud  | 1 (3)tab        | 1 (3)tab        | Match pour la troisième place |         |                 |                 |                 |                 |
|  |                 |                 |                 |                 |                               |         |                 |                 |                 |                 |
|  | 4 décembre 2022 |                 |                 |                 |                               |         |                 |                 |                 |                 |
|  | B2              | Malaisie        | 0               | 0               |                               |         |                 |                 |                 |                 |
|  | B2              | Malaisie        | 0               | 0               |                               |         |                 |                 |                 |                 |
|  | B1              | Corée du Sud    | 4               | 4               |                               |         |                 |                 |                 |                 |
|  | B1              | Corée du Sud    | 4               | 4               |                               |         |                 |                 |                 |                 |

### Match pour la3eplace
| Match 19              | Malaisie | 0 - 4   | Corée du Sud                                                 |                                                                         |                                                                         |
| 4 décembre 2022 13h00 |          | (0 - 2) | 22e Seo I.W. · 26e Lee N.Y. · 39e Hwang T.I. · 59e Jang J.H. | Arbitrage : Bevan Nichol Hideki Kinoshita Arbitre vidéo : Ayden Shrives | Arbitrage : Bevan Nichol Hideki Kinoshita Arbitre vidéo : Ayden Shrives |
| 4 décembre 2022 13h00 | Rapport  |         |                                                              | Arbitrage : Bevan Nichol Hideki Kinoshita Arbitre vidéo : Ayden Shrives | Arbitrage : Bevan Nichol Hideki Kinoshita Arbitre vidéo : Ayden Shrives |

### Finale
| Match 20              | Afrique du Sud                                | 4 - 3   | Irlande                         |                                                                                 |                                                                                 |
| 4 décembre 2022 15h15 | D. Cassiem 4e, 29e · Kok 31e · M. Cassiem 49e | (2 - 1) | 19e, 36e O'Donoghue · 45e McKee | Arbitrage : Sébastien Michielsen Gabriel Labate Arbitre vidéo : Benjamin Peters | Arbitrage : Sébastien Michielsen Gabriel Labate Arbitre vidéo : Benjamin Peters |
| 4 décembre 2022 15h15 | Rapport                                       |         |                                 | Arbitrage : Sébastien Michielsen Gabriel Labate Arbitre vidéo : Benjamin Peters | Arbitrage : Sébastien Michielsen Gabriel Labate Arbitre vidéo : Benjamin Peters |

## Classement final
| Rang                         | Groupe | Équipe           | J | V | N | P | BP | BC | Diff | Pts | Classement mondial FIH | Classement mondial FIH | Classement mondial FIH |
| Rang                         | Groupe | Équipe           | J | V | N | P | BP | BC | Diff | Pts | Avant                  | Après                  | +/-                    |
| ---------------------------- | ------ | ---------------- | - | - | - | - | -- | -- | ---- | --- | ---------------------- | ---------------------- | ---------------------- |
| Médaille d'or                | A      | Afrique du Sud H | 5 | 3 | 1 | 1 | 13 | 8  | +5   | 10  | 16                     | 14                     | +2                     |
| Médaille d'argent            | A      | Irlande          | 5 | 4 | 0 | 1 | 12 | 6  | +6   | 12  | 13                     | 13                     | 0                      |
| Médaille de bronze           | B      | Corée du Sud     | 5 | 4 | 1 | 0 | 15 | 4  | +11  | 13  | 12                     | 10                     | +2                     |
| 4                            | B      | Malaisie         | 5 | 2 | 0 | 3 | 8  | 11 | -3   | 6   | 10                     | 11                     | -1                     |
| Éliminés en phase de groupes |        |                  |   |   |   |   |    |    |      |     |                        |                        |                        |
| 5                            | A      | France           | 5 | 1 | 2 | 2 | 14 | 10 | +4   | 5   | 11                     | 12                     | -1                     |
| 6                            | B      | Japon            | 5 | 2 | 1 | 2 | 10 | 11 | -1   | 7   | 18                     | 16                     | +2                     |
| 7                            | A      | Pakistan         | 5 | 1 | 1 | 3 | 12 | 19 | -7   | 4   | 17                     | 17                     | 0                      |
| 8                            | B      | Canada           | 5 | 0 | 0 | 5 | 9  | 24 | -15  | 0   | 14                     | 18                     | -4                     |

|  | Nation promue pour la Ligue professionnelle 2023-2024 |

1. ↑  L'Afrique du Sud étant vainqueur de cette édition inaugurale de ce tournoi a renoncé à concourir à la Ligue professionnelle 2023-2024, elle se voit remplacée par l'Irlande

## Buteurs

### 7 buts
- Jang Jonghyun

### 5 buts
- Victor Charlet
- Shane O'Donoghue

### 4 buts
- Gordon Johnston
- Ken Nagayoshi
- Tevin Kok

### 3 buts
- Blaise Rogeau
- Jeremy Duncan
- Dayaan Cassiem

### 2 buts
- Sean Davis
- Noé Jouin
- Benjamin Walker
- Kentaro Fukuda
- Kosei Kawabe
- Seo Inwoo
- Kamal Azrai
- Najib Hassan
- Arbaz Ahmad
- Abdul Rana
- Rooman Khan
- Abdul Shahid
- Mustaphaa Cassiem
- Keenan Horne

### 1 but
- Matthew Sarmento
- Oliver Scholfield
- Christopher Tardif
- Timothée Clément
- Brieuc Delemazure
- Corentin Sellier
- Pieter van Straaten
- Conor Empey
- John McKee
- Takuma Niwa
- Taiki Takade
- Hwang Taeil
- Jeon Byungjin
- Kim Hyeonhong
- Kim Sunghyun
- Lee Jungjun
- Lee Namyong
- Firhan Ashari
- Ashran Hamsani
- Aminudin Zain
- Faizal Saari
- Afraz
- Usama Bashir
- Arshad Liaqat
- Muhammad Murtaza
- Tyson Dlungwana
- Samkelo Mvimbi

## Récompenses
Les récompenses ont été attribuées le 4 décembre 2022.
| Récompense              | Joueuse          |
| ----------------------- | ---------------- |
| Meilleur joueur         | Dayaan Cassiem   |
| Meilleur jeune joueur   | Corentin Sellier |
| Meilleur gardien de but | Kim Jaehyeon     |
| Meilleur buteur         | Jang Jonghyun    |